# 尹世雅
尹世雅（韓語：윤세아，1978年1月2日—），本名金寶英（韓語：김보영），韓國女演員。2005年以電影《血之淚》出道。

## 影視作品

### 電視劇
- 2005年：SBS《布拉格戀人》飾 江惠珠
- 2006年：SBS《再次微笑》飾 崔柔剛
- 2006年：MBC《有多愛（朝鲜语：얼마나 좋길래）》
- 2008年：KBS《大王世宗》
- 2008年：SBS《On Air》（客串）
- 2008年：KBS《戀愛結婚》饰 徐华英
- 2009年：SBS饰 顾高海
- 2009年：SBS《妻子回來了》饰 闵书贤
- 2011年：MBC《你真漂亮》饰 高幼朗
- 2012年：SBS《紳士的品格》飾 洪世拉
- 2012年：SBS《我的愛蝴蝶夫人》飾 尹雪兒
- 2013年：MBC《九家之書》飾 尹西華／慈紅明
- 2014年：KBS《Drama Special－作夢的男人》
- 2015年：MBC《夏娃的愛情》飾 陳松雅
- 2017年：SBS《我的野蠻女友》飾 中殿朴氏
- 2017年：tvN《秘密森林》飾 李妍在
- 2017年：JTBC《只是相愛的關係》飾 瑪麗
- 2018年：JTBC《加油吧威基基》飾 社團學姐（客串）
- 2018年：SBS《善良魔女傳》飾 吳太梨
- 2018年：JTBC《Sky Castle》飾演 盧勝惠
- 2019年：tvN《請融化我吧》飾演 羅夏英
- 2020年：tvN《秘密森林2》飾 李妍在
- 2021年：tvN《The Road：1的悲劇》飾 徐恩秀
- 2021年：JTBC《雪降花》飾 皮承熙
- 2024年：Netflix《名校的階梯》
- 2024年：KBS 2TV《完美的家族》飾 河恩珠
- 2025年：JTBC《Love Me》飾 陳慈英

### 電影
- 2005年：《血之淚（朝鲜语：혈의 누 (영화)）》
- 2007年：《宮女》
- 2010年：《平行理論（朝鲜语：평행 이론）》飾演 裴允京
- 2011年：《可疑的鄰居們（朝鲜语：수상한 이웃들）》
- 2012年：《人類滅亡報告書》
- 2014年：《情慾誘惑（朝鲜语：마담 뺑덕）》
- 2016年：《男與女》
- 2017年：《解凍屍篇》
- 2020年：《政客誠實中》飾演 車允京
- 待定：《家庭摄像机》[2]

## 綜藝節目
- 2012年：MBC《我們結婚了第4季》（假想丈夫：朱利安·姜）
- 2015年：SBS《叢林的法則》伯勞共和國篇
- 2019年：TVN《一日三餐》山村篇

## 獲獎
- 2005年：SBS演技大賞—新人獎

## 外部連結
- 尹世雅的Instagram帳戶 
- 尹世雅在NAVER上的资料
- 尹世雅在韩国电影数据库（KMDb）上的資料（韓語）
- 尹世雅在互联网电影资料库（IMDb）上的資料（英文）